# Alimañas
Alimañas és una pel·lícula espanyola de comèdia negra de 2023 escrita i dirigida per Pep Antón Gómez i Jordi Sánchez i protagonitzada pel mateix Sánchez, Carlos Areces, Sílvia Abril, Loles Léon i Carmina Barris.

## Sinopsi
En Carlos i en Paco són dos germans molt diferents. Un és emprenedor i independent, l'altre és apocat i segueix molt apegat a la seva mare. L'única cosa que els uneix és la seva ànsia per heretar l'edifici d'apartaments ple d'inquilins de renda antiga, del qual és propietària la seva mare, la senyora Pura.

## Producció
La pel·lícula és una producció de Feelgood, Kowalski Films, Goblin Audiovisual i Feristeles AIE, amb l'associació de Sony Pictures International Productions, la participació d'RTVE, Movistar Plus+ i Canal Sur i finançament de la Comunitat de Madrid i de l'ICAA.

## Estrena
Inclosa com una incorporació tardana al programa del Festival CLAM amb seu a Manresa, Alimañas es va estrenar el 20 d'octubre de 2023. Distribuïda per Sony Pictures Entertainment, es va estrenar en cinemes a Espanya el 27 d'octubre de 2023.

## Crítiques
Enid Román Almansa de Cinemanía va qualificar la pel·lícula amb dues estrelles i mitja sobre cinc, i va considerar que estava "feta per als fans dels actors i de ningú més".
Pablo Vázquez de Fotogrames va qualificar la pel·lícula amb tres de cinc estrelles, i la va descriure com "moralment sòrdida, minimalista, nihilista, incòmoda i fosca com la panxa d'una rata, a vegades tosca i sovint insidiosa".